# Pierre Sinaÿ
Pierre Sinaÿ, né le 11 avril 1938 à Aulnay-sous-Bois (Seine-et-Oise), est un chimiste organicien français.

## Biographie
Après ses études à l'École nationale supérieure des industries chimiques de Nancy de 1958 à 1961, il obtient un doctorat, sous la direction du professeur Serge David en 1966 et poursuit par deux années à l'université Harvard , Massachusetts (États-Unis), comme chercheur post-doctoral chez le professeur Roger W. Jeanloz. Il entre ensuite en 1969 à l'université d'Orléans comme professeur, où il fut directeur de l'Institut de chimie organique et analytique de 1978 à 1987. Il devient ensuite professeur de chimie en 1986 à l'Université Pierre-et-Marie-Curie où il dirige alors le Laboratoire des processus sélectifs en chimie organique et bioorganique du département de chimie de l'École normale supérieure. Il devient alors professeur émérite à Sorbonne Université en 2006 et rejoint l'Institut parisien de chimie moléculaire.

## Travaux scientifiques
Les travaux scientifiques de Pierre Sinaÿ portent sur la chimie des glucides et la compréhension du rôle des oligosaccharides dans le monde vivant. Au milieu des années 1970, Pierre Sinaÿ a découvert et mis au point une méthode de synthèse efficace des oligosaccharides connue sous le nom de glycosylation à l’imidate. Celle-ci, en permettant désormais un accès à des structures glucidiques de plus en plus complexes, n’est pas étrangère au développement de la glycobiologie dont le but est de décoder le sens de ce troisième alphabet des saccharides, qui s’ajoute à celui des protéines et des acides nucléiques. Il a effectué la synthèse des déterminants antigéniques des substances de groupes sanguins humains, puis  celle d’un pentasaccharide à structure complexe représentant le site actif de l’héparine responsable de son effet antithrombotique. Cette dernière réalisation démontre pour la première fois, sans aucune ambiguïté, les bases moléculaires d’une telle activité, couramment mise à profit en médecine hospitalière. Cette percée en glycochimie a engendré le concept de la flexibilité conformationnelle,, déterminant en héparinologie. D’abord matérialisé par l’emploi de la résonance magnétique nucléaire, ce concept a pu être étudié finement à l’aide de la synthèse chimique de sucres contraints adoptant des conformations non classiques. Pierre Sinaÿ a par ailleurs découvert et développé toute une série de réactions conceptuellement nouvelles. On citera, de façon sélective, la synthèse de spiroorthoesters anomères par emploi de la chimie du sélénium, le développement de la chimie organométallique du carbone anomère,, la synthèse pionnière de C-disaccharides, la glycosylation électrochimique et, plus récemment, une fonctionnalisation inédite des cyclodextrines au travers d’une sorte de microchirurgie moléculaire dont des dérivés de l’aluminium seraient le scalpel. Pour la première fois, l’existence du cation glycosyle, un intermédiaire classiquement postulé lors des réactions de glycosylation, a pu être formellement démontrée grâce à une chimie en milieu superacide. Un ouvrage en 4 volumes couvre de nombreux aspects de la chimie et de la biologie des carbohydrates.

## Prix et distinctions
- Grand Prix Achille Le Bel de la Société française de chimie (1979)[19]
- Prix Pierre Desnuelle de l'Académie des sciences (1996)
- Médaille de la fondation Berthelot (1996)
- Claude S. Hudson Award in Carbohydrate Chemistry de l'American Chemical Society (2007)[20]
- Élu correspondant de l'Académie des sciences (1996)[1]
- Docteur honoris causa de l'université de Lisbonne (2005)
- Élu membre de l'Académie des sciences (2003)[1]
- Haworth Memorial Lecture et médaille Haworth de la Royal Society of Chemistry (Grande-Bretagne, 2011).
- Membre associé de l’Académie nationale de pharmacie (2016)[21].
- Chevalier de la Légion d'honneur
- Commandeur de l'ordre des Palmes académiques (2018)[22]